# Levinsonite-(Y)
La levinsonite-(Y) è un minerale la cui scoperta è stata pubblicata nel 2001 in seguito ad un ritrovamento avvenuto nell'Alum
Cave Bluff, Parco nazionale delle Great Smoky Mountains, Tennessee, Stati Uniti d'America ed approvato dall'IMA. Il nome del minerale è stato attribuito in onore del mineralogista canadese Alfred Abraham Levinson.

## Morfologia
La levinsonite-(Y) è stata trovata sotto forma di cristalli prismatici allungati secondo [101] lunghi fino ad un millimetro singoli o in gruppi di 5-10 cristalli disposti casualmente.

## Origine e giacitura
La levinsonite-(Y) è stata trovata in una zona di terreno riparata da una roccia inclinata. L'area in cui è posta presenta un notevole livello di precipitazioni che erodono la roccia sovrastante costituita da fillade ricca di pirite e quindi si forma una soluzione ricca di solfati che cola lungo il lato inferiore della roccia dove evapora parzialmente, il resto cade sul terreno sottostante dove completa l'evaporazione. In questo ambiente, oltre alla levinsonite-(Y), sono stati scoperte anche la coskrenite-(Ce) e la zugshunstite-(Ce). Questi minerali sono associati a minerali del gruppo dell'alotrichite.